# El Poble-sec
El Poble-sec este un cartier din districtul 3, Sants-Montjüic, al orasului Barcelona.